# Coppa Libertadores 2009 (calcio femminile)
La Coppa Libertadores 2009 è stata la 1ª edizione della massima competizione sudamericana riservata a squadre femminili di club. Il torneo si è tenuto tra il 3 e il 18 ottobre 2009 in Brasile.
Il trofeo è stato vinto dalle brasiliane del Santos.

## Squadre
Al torneo partecipano dieci squadre, una per ogni federazione della CONMEBOL, i cui criteri di qualificazione sono determinati dalle singole federazioni nazionali.
| Nazione   | Squadra              | Qualificazione                                             |
| --------- | -------------------- | ---------------------------------------------------------- |
| Argentina | San Lorenzo          | Vincitrice dei play-off Apertura/Clausura 2008-2009        |
| Bolivia   | EnForma Santa Cruz   | Campione del Campionato Nazionale femminile boliviano 2009 |
| Brasile   | Santos               | Vincitore della Copa do Brasil de Futebol Feminino 2008    |
| Cile      | Everton              | Campione del Campionato Cileno Femminile 2008              |
| Colombia  | Formas Íntimas       | Scelta dalla federcalcio colombiana                        |
| Ecuador   | Deportivo Quito      |                                                            |
| Paraguay  | Universidad Autónoma | Campione del Campionato Paraguaiano Femminile 2008         |
| Perù      | White Stars          | Campione del Campionato peruviano di calcio femminile 2009 |
| Uruguay   | Rampla Juniors       | Campione del Campionato Uruguaiano Femminile 2008          |
| Venezuela | Caracas              | Campione della Superliga Venezuelana Femminile 2009        |

## Stadi
Le partite si sono tenute in Brasile nei seguenti stadi:
- Stadio municipale Antônio Fernandes, Guarujá (8.000)
- Stadio municipale Paulo Machado de Carvalho, San Paolo (37.180)
- Stadio Urbano Caldeira, Santos (20.120)
- Stadio Ulrico Mursa, Santos (10.000)

## Fase a gironi

### Gruppo A
| Pos. | Squadra            | Pt | G | V | N | P | GF | GS | DR  |
| ---- | ------------------ | -- | - | - | - | - | -- | -- | --- |
| 1.   | Santos             | 12 | 4 | 4 | 0 | 0 | 29 | 2  | +27 |
| 2.   | Everton            | 7  | 4 | 2 | 1 | 1 | 10 | 4  | +6  |
| 3.   | White Stars        | 6  | 4 | 2 | 0 | 2 | 7  | 9  | -2  |
| 4.   | Caracas            | 2  | 4 | 0 | 2 | 2 | 2  | 14 | -12 |
| 5.   | EnForma Santa Cruz | 1  | 4 | 0 | 1 | 3 | 4  | 23 | -19 |

### Gruppo B
| Pos. | Squadra              | Pt | G | V | N | P | GF | GS | DR  |
| ---- | -------------------- | -- | - | - | - | - | -- | -- | --- |
| 1.   | Universidad Autónoma | 12 | 4 | 4 | 0 | 0 | 15 | 6  | +9  |
| 2.   | Formas Íntimas       | 9  | 4 | 3 | 0 | 1 | 18 | 5  | +13 |
| 3.   | Deportivo Quito      | 4  | 4 | 1 | 1 | 2 | 7  | 10 | -3  |
| 4.   | San Lorenzo          | 4  | 4 | 1 | 1 | 2 | 7  | 13 | -6  |
| 5.   | Rampla Juniors       | 0  | 4 | 0 | 0 | 4 | 5  | 18 | -23 |

## Fase finale

### Tabellone
|  | Semifinali           | Semifinali           | Semifinali           |                      |        | Finale          | Finale          | Finale          |  |
|  |                      |                      |                      |                      |        |                 |                 |                 |  |
|  | Santos               | Santos               | 5                    |                      |        |                 |                 |                 |  |
|  | Santos               | Santos               | 5                    |                      |        |                 |                 |                 |  |
|  | Formas Íntimas       | Formas Íntimas       | 0                    |                      |        |                 |                 |                 |  |
|  | Formas Íntimas       | Formas Íntimas       | 0                    |                      | Santos | Santos          | 9               |                 |  |
|  |                      |                      |                      |                      | Santos | Santos          | 9               |                 |  |
|  |                      |                      | Universidad Autónoma | Universidad Autónoma | 0      |                 |                 |                 |  |
|  | Universidad Autónoma | Universidad Autónoma | Universidad Autónoma | Universidad Autónoma | 0      | 1               |                 |                 |  |
|  | Universidad Autónoma | Universidad Autónoma |                      |                      |        | 1               |                 |                 |  |
|  | Everton              | Everton              | 0                    |                      |        | Finale 3º posto | Finale 3º posto | Finale 3º posto |  |
|  | Everton              | Everton              | 0                    |                      |        |                 |                 |                 |  |
|  |                      |                      |                      |                      |        |                 |                 |                 |  |
|  |                      |                      |                      |                      |        | Formas Íntimas  | Formas Íntimas  | 2               |  |
|  |                      |                      |                      |                      |        | Formas Íntimas  | Formas Íntimas  | 2               |  |
|  |                      |                      |                      |                      |        | Everton         | Everton         | 0               |  |

## Finale
| Arbitro: | Salomé di Iorio |

|                                                                                        |           |  |
| Maurine 13’ Marta 16’ Érika 46’, 56’ Fran 49’ Thaís 53’ Suzana 70’ Dani 77’ Ketlen 83’ | Marcatori |  |